# 海峡の光
『海峡の光』（かいきょうのひかり）は、辻仁成による小説。第116回下半期芥川賞受賞作。
「新潮」1996年12月号初出。刑務所という舞台を通じて、かつてのいじめっ子・いじめられっ子の精神の暗部の流れを描く。

## あらすじ
青森・函館間の連絡船・羊蹄丸の客室係だった〈私〉は、青函トンネル開通と共に廃航になる羊蹄丸から函館少年刑務所の刑務官に転職し、2年が経過する。夜間勤務を終え、今年の春から船舶教室の副担当官に就く所から、物語は始まる。
そこに、18年前の小学5年生の時に同級になり、〈私〉をいじめていた花井修が、傷害罪で逮捕されて東京の刑務所に入っていた所を、〈私〉の勤める函館少年刑務所に移送されてくる。かつていじめられっ子であった〈私〉は戸惑い、かつての記憶を思い出す。
元々不良たちにいじめられていた〈私〉は、花井の偽善に満ちた隠微ないじめを受けた。
花井はしかし1学期の夏休み前に転校することが決まり、クラスの人達と別れる際、〈私〉と和解し、「君は君らしさを見つけて強くならなければ駄目だ」と言い残して船に乗って去った。
花井が刑務所で何かやらかすのではないかと<私>は疑心暗鬼するが、花井はほとんど模範的に刑務所生活を送る。
花井は航海実習には真面目に参加し、船舶教室の授業にもよく取り組んだが、2月の6級海技士の試験には落第してしまう。
翌年1月、年号が平成に変わり、新天皇による恩赦によって花井は仮出獄することになった。私は小学生の花井を口惜しい思いで見送った時のことを思い出し、雪の降る中、反射的に門の向こうへ行こうとする花井の肩を捕まえ、「お前はお前らしさを見つけて、強くならなければ駄目だ」と口走った。〈私〉は勝ち誇った気持ちになったが、次の瞬間、「斎藤、偉そうにするな」の大声と共に、腹部に強烈な拳を喰らい、倒れる。意識の遠のく最中、「俺はここにずっといたいのだ」と叫ぶ花井の声を〈私〉は耳にする。
初夏が訪れたある日、受刑者の行進する傍ら、〈私〉は塀のたもとにしゃがんで、花畑の手入れをする花井修の姿を目にする。渡り廊下を出る間際、〈私〉は一瞬、花井を見返った。そこだけがぽっかりと、時間から取り残された、のろまな枯れた日溜りであった。

## 登場人物
〈私〉（斎藤）
船を下りて2年。函館少年刑務所に従事。小学校時代はいじめられっ子で、中学の時にはいじめからの脱出方法として空手を、高校ではラグビーに打ち込み、身体を鍛えた。ラグビー部では主将を務め、女子マネージャーの溝口君子から告白を受ける。父は漁師だったが、小学校4年の時に時化にあって水死し、一家をイカ漬け工場で働いて支える母のもとで育つ。
花井修
かつての〈私〉のいじめっ子。国立大学を卒業し、外資系の銀行に勤めていたが、24歳の秋、東京恵比寿の路上で会社帰りのサラリーマンを背後からナイフで刺し、8年の刑を受ける。小学校時代の時には、優等生の仮面を装いつつ、陰で不良達を操り、〈私〉をいじめたことがあった。転校してからは家族3人で杉並に住んでいた。
静
北海道大門の街のナイトパブに勤めるホステス。かつて左手首を切って自殺未遂したことがあり、後半で最終航海の羊蹄丸に乗って青森に帰る。

## 演劇
よみうり大手町ホール オープニングシリーズの演劇公演第1弾に読売新聞創刊140周年記念として2014年4月11日 - 4月29日同作を辻仁成自ら脚本・演出で初めて舞台化された。

### キャスト
- 花井修 - 中村獅童
- 斎藤 - 片桐仁[1]
- 和子・母親 - 村川絵梨
- 受刑者川田・生徒A - 青木玄徳
- 受刑者佐藤・生徒B - 玉城裕規
- 受刑者木戸・生徒C - 明石鉄平
- 受刑者蜂谷・生徒D - 佐藤洋介
- 受刑者岡本・生徒E - 俊藤光利
- 受刑者安田・生徒F - 諸橋幸太
- 受刑者澤田・生徒G - 小早川浩一
- 静・ダリア - 水野愛子
- 刑務官神埼・佐々木 - 前内孝文
- 刑務官加藤・機関長 - 横山一敏
- 刑務官鈴木・甲板長 - 曽世海司
- 船長・所長 - 勝矢

### 音楽
- SUGIZO(LUNA SEA、X JAPAN)

### ステージング
- 広崎うらん